# Carafe filtrante
 (mars 2018).
Si vous disposez d'ouvrages ou d'articles de référence ou si vous connaissez des sites web de qualité traitant du thème abordé ici, merci de compléter l'article en donnant les références utiles à sa vérifiabilité et en les liant à la section « Notes et références ».

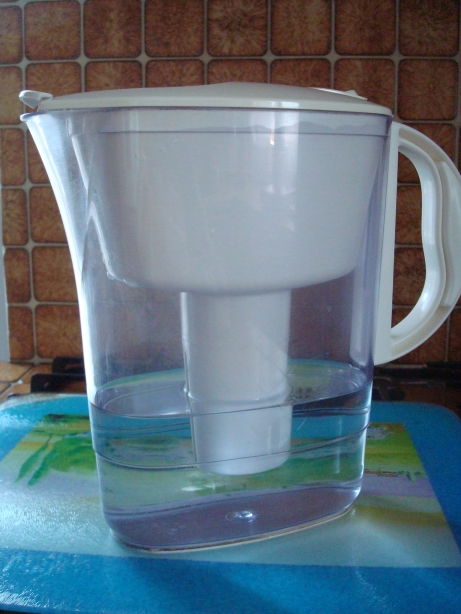
Carafe filtrante

Une carafe filtrante est une carafe équipée d'une cartouche filtrante. 
Elle ne s’utilise qu’avec de l’eau du robinet déjà potable. Son filtre est constitué de charbon actif en grains ou compressé, avec ou sans résine échangeuse d’ions. La carafe filtrante a pour objectif de filtrer le chlore, responsable du goût désagréable de l'eau du robinet, des métaux comme le plomb et le cuivre présents dans certaines tuyauteries, des impuretés organiques (sable, rouille...), et prévient l'entartrage en diminuant la dureté carbonate de l'eau.

## Historique
Dans la première moitié du XIXe siècle, avec le développement de la microbiologie et face aux risques sanitaires dus aux micro-organismes présents dans l’eau de consommation et responsable d’épidémies de choléra et de fièvre typhoïde, John Doulton puis son fils Henry Doulton en Angleterre, mais aussi Charles Chamberland et Louis Pasteur en France conçoivent des systèmes de filtration de l’eau à partir de céramique poreuse. Deux siècles plus tard, bien que la technique de filtration sur céramique ait beaucoup progressé, les principes des filtres à eau en céramique restent les mêmes. Aujourd’hui, les filtres en céramique se présentent sous la forme de cartouches filtrantes possédant une porosité de 0,2 à 0,5 μm.
Après avoir développé un système de filtration d'eau pour les batteries de voiture, AquaDeMat, Heinz Hankammer (de) invente en 1970 la carafe filtrante; le filtre est composé de fibre de coco brûlée à très haute température afin de la transformer en charbon actif. Ce charbon est ensuite combiné à de la résine échangeuse d'ions et un filtre tissé. À cette époque, la société qu'il dirige, Brita, dépose un brevet pour son premier filtre à eau à usage domestique, et lance la première cartouche filtrante[source insuffisante].
Par la suite, d’autres marques se sont lancées sur le créneau de la filtration d’eau de consommation courante (avec ou sans céramique) comme Aqua Optima (Royaume-Uni), Soma (en) (Californie), Berkey (États-Unis), BWT (Autriche), Laica (Italie), Naturellement O! (France) ainsi que la plupart des marques de distributeur.

## Concept marketing
Les carafes filtrantes connaissent un développement constant depuis les années 2000, les fabricants mettant en avant les concepts suivants :
- par rapport à l'eau du robinet :
  - goût (chlore et fer),
  - métaux comme le plomb,
  - certains pesticides comme l'atrazine, le lindane, le diuron;
- par rapport à l'eau en bouteille :
  - facilité de vie (plus besoin de transporter des packs de bouteilles d'eau),
  - coût équivalent ou inférieur,
  - avantage écologique (réduction des déchets plastiques et de l'empreinte carbone),
  - santé.

## Fonctionnement
Les cartouches des carafes filtrantes contiennent :
- du charbon actif, d'origine végétale, est à base d'écorces de noix de coco. Le charbon actif piège le chlore, les molécules organiques et certains pesticides ;
- des billes de résines échangeuse d'ions. Deux qualités aux actions complémentaires sont utilisées selon les fabricants :
  - les résines anioniques éliminent les anions (nitrates, sulfates et phosphates),
  - les résines cationiques éliminent les cations (calcium, magnésium, fer et métaux lourds).

Selon les fabricants le type de plastique utilisé pour les carafes peut-être différent ; mais tous doivent utiliser des plastiques autorisés au contact alimentaire.
Certaines carafes peuvent aussi être en verre. Les cartouches filtrantes sont généralement en polypropylène recyclable.

## Utilisation
Les cartouches filtrantes doivent être remplacées environ toutes les 4 à 6 semaines selon les fabricants, ou plus selon certains modèles, autrement, la carafe filtrante ne remplit plus son rôle.
Comme toute denrée alimentaire reste fragile, l'eau filtrée doit être bue dans les 24 heures ou conservée 48 heures au réfrigérateur.
Le filtre ne doit pas rester sec plus de trois jours, la carafe doit être régulièrement nettoyée.
L’Anses recommande de ne pas mettre en contact l’eau filtrée avec certains ustensiles en nickel ou en céramique, surtout lorsque l’eau est chauffée. Privilégier les appareils en acier inoxydable ou des bouilloires à résistance recouverte.
Étant donné que la carafe filtrante réduit le calcium et le magnésium (qui se précipitent en tartre lorsque l'eau est chauffée) l’Anses  recommande de ne pas utiliser l’eau filtrée pour l’alimentation des nourrissons, qui ont besoin d'un apport spécifique de ces minéraux en bas âge. Elle invite également les personnes observant un régime alimentaire pauvre en sodium ou potassium à demander l’avis de leur médecin.
Elle recommande aussi de vérifier les revendications d’efficacité des carafes affichées par les fabricants (affichage des paramètres pour lesquels la conformité à la norme a été vérifiée). Il faut aussi savoir que les cartouches des carafes filtrantes ne sont pas toutes identiques et ne proposent pas toutes les mêmes performances.

## Efficacité
D'après l'Anses, l'efficacité de réduction du calcaire est très variable. Lors de tests à domicile menés par l'agence, les contaminations bactériologiques étaient quasi systématiques.
- Chlore : À noter qu'une simple aération de l'eau chlorée en carafe a un effet similaire : 12 h à température ambiante ou 1 h au réfrigérateur[3].
- Nitrates : selon les marques de cartouches, une eau à 50 mg/l de nitrates peut être ramenée à 0,35 mg/l, mais la capacité de la résine anionique étant faible, celle-ci se sature très rapidement[réf. nécessaire].

Cependant, il existe aussi des mises en garde, surtout en cas de mauvaise utilisation.
Certaines molécules organiques de faible poids moléculaire ne sont pas piégées par le charbon actif.
Pour des raisons d'hygiène la matière filtrante de la cartouche fait généralement l'objet d'un traitement spécial à l'argent. Des ions argent peuvent en partie se retrouver dans l'eau. La présence d'argent dans l'eau est tolérée jusqu'à 0,1 mg/l par l'OMS. L’Anses a ainsi estimé que l’on ne pouvait pas conclure qu’un seuil de dangerosité était dépassé.

## Règlementation
Les carafes filtrantes ne sont actuellement[Quand ?] pas couvertes par une règlementation française ou européenne[réf. souhaitée].
La norme AFNOR certification : NF 406 Révision no 0 mise en application le 2 juillet 2008, définit les procédures de test de carafes filtrantes, mais aucune valeur n'est imposée.
Les systèmes mobiles de filtration sont agréés «qualité alimentaire» en application du code de la consommation. Les plastiques, résines et charbons actifs utilisés répondent aux mêmes normes que les eaux destinées à la consommation humaine.